# Martín Ferrer
Martín Fernando Ferrer Núñez (Palma di Maiorca, 1º novembre 1973) è un ex cestista spagnolo.

## Palmarès
- Campionato spagnolo: 1

Real Madrid: 1993-1994
- Eurolega: 1

Real Madrid: 1994-1995